# Cmentarz parafialny w Tłuszczu
Cmentarz parafii Przemienienia Pańskiego w Tłuszczu lub też cmentarz parafialny w Tłuszczu, cmentarz w Tłuszczu – cmentarz rzymskokatolicki znajdujący się w mieście Tłuszcz, w gminie Tłuszcz, w powiecie wołomińskim, w województwie mazowieckim.

## Historia
Cmentarz otwarto w 1935 roku, choć pierwsze pochówki odbywały się tam już od przełomu lat 1933–1934. Otwarcie cmentarza wiązało się z erygowaniem parafii Przemienienia Pańskiego w Tłuszczu w grudniu 1935. Obiekt ujęty jest w ewidencji zabytków.
Na cmentarzu znajduje się między innymi symboliczny grób nauczyciela i działacza spółdzielczego Feliksa Tarczyńskiego (1893–1943).

## Osoby pochowane na cmentarzu
- Stanisław Kielak (1917–1986) – polski nauczyciel i działacz konspiracji niepodległościowej, żołnierz AK, dyrektor liceum w Tłuszczu w latach 1967–1972, kawaler orderów, syn polityka Stanisława Kielaka[4]

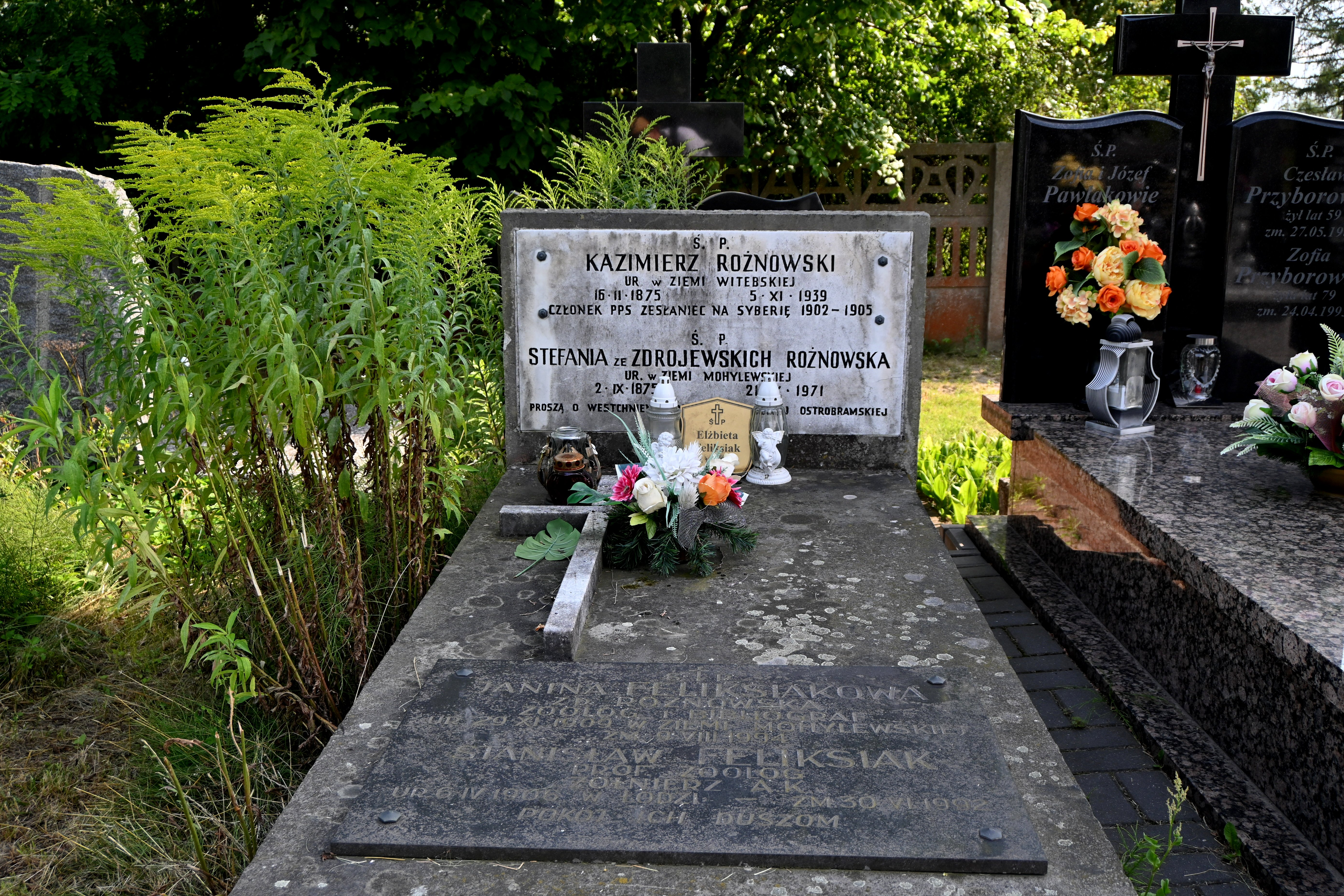
Grób działacza PPS Kazimierza Rożnowskiego, jego córki Janiny oraz jej męża Stanisława Feliksiaka
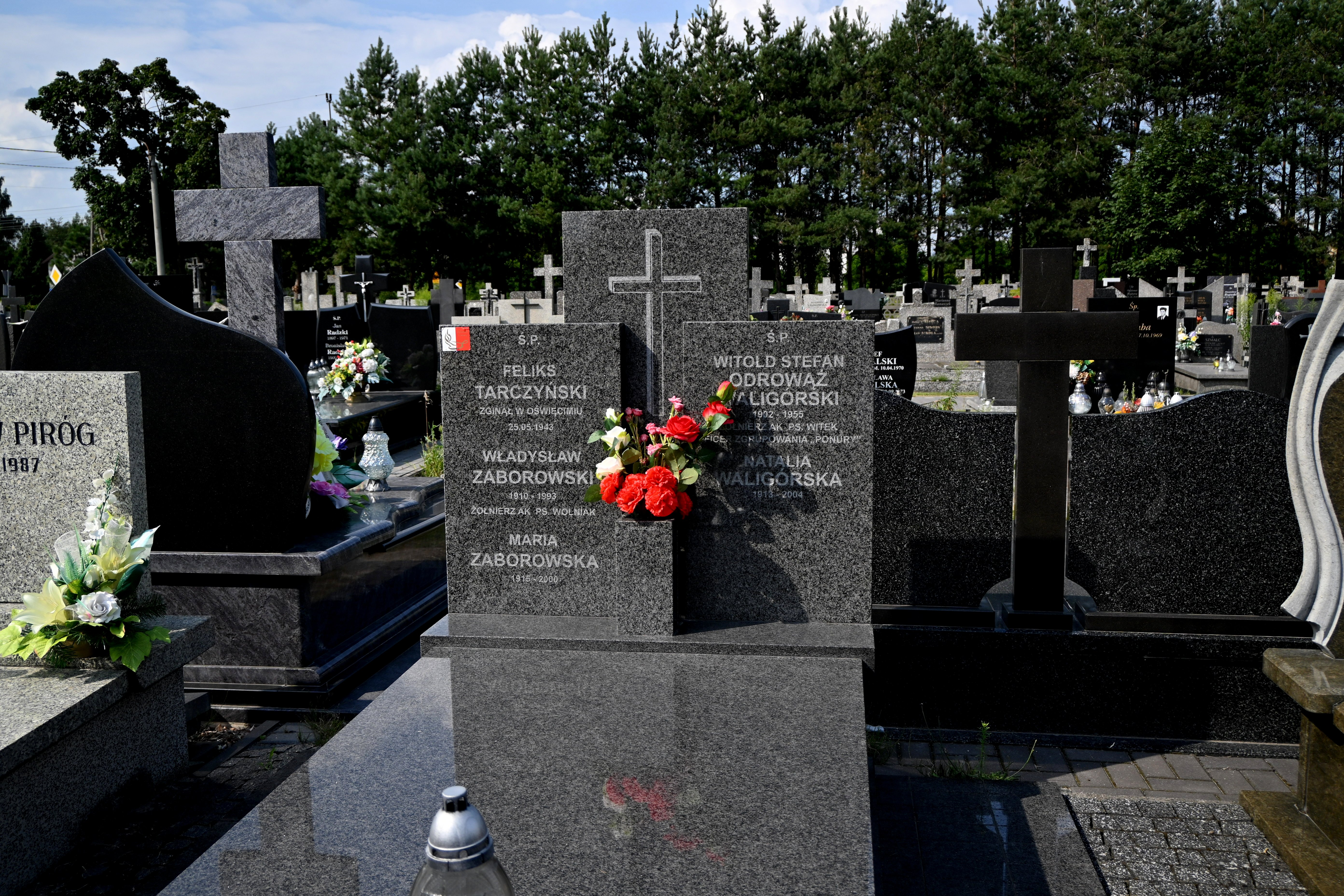
Grób działacza konspiracji niepodległościowej Witolda Waligórskiego oraz symboliczny grób nauczyciela Feliksa Tarczyńskiego